# San Ferdinando di Puglia
San Ferdinando di Puglia (Sanferedenènde [saɱbərdˈnɛːndə] nel dialetto locale, fino al 1862 chiamata San Ferdinando) è un comune italiano di 13 916 abitanti della provincia di Barletta-Andria-Trani in Puglia.

## Geografia
San Ferdinando di Puglia è situata nella bassa valle dell'Ofanto, nella sezione meridionale del Tavoliere delle Puglie. È tra i comuni italiani dalla piovosità più bassa.

## Storia
Fondato da Ferdinando II di Borbone, si trova alla sinistra del fiume Ofanto, su una piccola collina che domina sui territori limitrofi, a quota 68 m s.l.m. ed è circondato da vigneti, uliveti, carciofeti e pescheti.
Fu fondato nel 1847 come colonia agricola, derivata dall'antico borgo di San Cassano, al fine di tentare di risollevare alcuni problemi di carattere economico e sociale che affliggevano la parte meridionale del Tavoliere. L'idea di fondare una colonia agricola nella zona fu concepita dal giovane monarca Ferdinando II di Borbone, in occasione del suo viaggio ufficiale attraverso il regno, svoltosi nel 1831. Il progetto socioeconomico della colonia che fu presentato nel 1839 dall'intendente di Capitanata Gaetano Lordi, prevedeva:
- l'insediamento di 50 famiglie provenienti dalle saline di Barletta (l'attuale Margherita di Savoia);
- un fondo di 10 versure

concesso in enfiteusi a ogni famiglia;
- una casa colonica con 2 cavalli, una carretta, attrezzi, sementi, piante, ecc. a ciascuna famiglia emigrante.

Inoltre per uso comune della colonia sarebbero stati assegnati 100 versure da destinare al pascolo di buoi mentre altre 60 versure sarebbero state riservate per la piantagione di vigne e alberi da frutto; la colonia sarebbe stata dotata in aggiunta di una chiesa, un centimolo (mulino) con forno e 2 pozzi, alcune case in muratura e un centinaio di pagliai (che diedero in seguito la loro immagine per la realizzazione dello stemma cittadino) e che furono causa di due gravosi incendi che dilaniarono la nascente comunità. Nel 1848 prese la denominazione di San Ferdinando, in onore del re santo Ferdinando III di Castiglia, patrono del monarca delle Due Sicilie. Successivamente al toponimo fu aggiunta la denominazione di Puglia in modo da distinguere la cittadina dall'omonimo comune della Calabria.
Negli anni 50 e 60 del XX secolo il comune conobbe il fenomeno migratorio, in particolare verso Milano e Torino. 
Dal 2004 è ufficialmente un comune della sesta provincia pugliese per via dei forti legami culturali e antropici con Barletta, uno dei tre capoluoghi.

## Monumenti e luoghi d'interesse
La Torre dell'Orologio, a pianta ottagonale, fronteggia la chiesa madre dell'abitato e risale agli inizi del XX secolo. Alla sua sommità, fino al 2012 (anno di inizio lavori di rifacimento della piazza antistante, già piazza Umberto I, rinominata nella circostanza piazza della Costituzione) era installata una sirena meccanica che suonava ogni giorno, alle otto del mattino e a mezzogiorno (udibile anche in aperta campagna a distanza di migliaia di metri). Nell'estate del 2014 e fino a tutto il 2018, al termine dei lavori sulla piazza antistante, per mantenere continuità con la lunga tradizione passata ne è stata installata un'altra, ma dalla potenza assai inferiore. 
L'orologio della suddetta torre è azionato da un pozzo collocato sotto di essa. 
La chiesa originaria fu progettata dall'architetto Diego Genovese, all'uopo incaricato dal Direttore Generale di Ponti e Strade Carlo Afan de Rivera, che prevedeva una spesa di 8 000 ducati. Dalla pianta del progetto di rifondazione elaborata nel 1847, possiamo conoscere la struttura interna, che era composta da una sola aula absidata della superficie netta di circa 290 m², abside esclusa. Sul retro dell'abside erano ricavate al piano terra la sacrestia e al piano superiore la canonica.
Al centro dell'elegante piazza Trieste (oggi Piazza Giovanni Paolo II) negli ambienti dell'ex Palazzo di Città, eretto nel 1847 e ristrutturato si dislocano le stanze che ospitano il Museo Civico cittadino.
Nel lontano 1984 prende vita il Museo Civico di San Ferdinando di Puglia che ospita una ricca collezione di materiale che va dal Neolitico all'Alto Medioevo: diversi sono i reperti dell'Età del Bronzo rinvenuti nell'area ipogeica di Terra di Corte. Non mancano testimonianze dell'Età Romana: monete, epigrafi, fino ad arrivare alle ceramiche medievali.
Molto suggestiva è la sezione dedicata alla mostra etnografica che racconta a vivi colori la civiltà contadina locale. È presente, in particolare, una ricostruzione a grandezza naturale della vecchia e umile casa del contadino, arricchita da mobili e svariati utensili domestici dell'epoca. La mostra raccoglie, inoltre, attrezzi agricoli e dell'artigianato.
Nell'ampia piazza al centro di San Ferdinando di Puglia si trova la Chiesa San Ferdinando Re (chiesa Matrice) risalente alla fine degli anni '50 e recentemente restaurata, su quella che era l'area occupata dalla storica chiesa sopracitata.
Altro monumento di spicco della cultura sanferdinandese è l'antica posta di San Cassano, che è il palazzo più antico di San Ferdinando assieme alla chiesetta di S. Giuseppe (dei Santi Medici). Altrettanto degna di nota è la chiesa parrocchiale Maria SS. del Rosario, risalente ai primi decenni del XX secolo, voluta e realizzata dal parroco della chiesa matrice monsignor Raffaele Lopez con l'obolo versato settimanalmente da tutti i sanferdinandesi, guadagnandosi così la definizione di "chiesa del Soldo".
La costruzione della chiesa del Rosario è iniziata nel 1913 ed è terminata nel 1933.
Ben più moderna è la chiesa dedicata al Sacro Cuore di Gesù, terminata negli anni '90, più precisamente nel 1994.
Nelle vicinanze del paese scorre il fiume Ofanto, il terzo fiume più lungo del Mezzogiorno dopo il Volturno e il Basento, che offre un paesaggio di flora e fauna selvaggia.

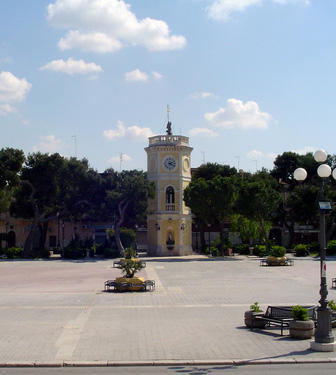
Piazza della Costituzione
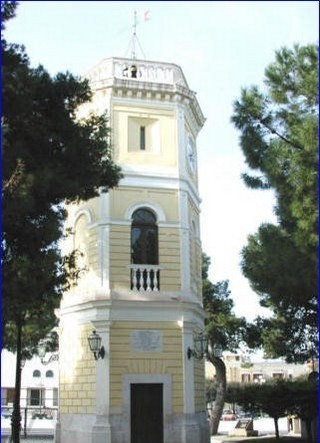
Torre dell'Orologio
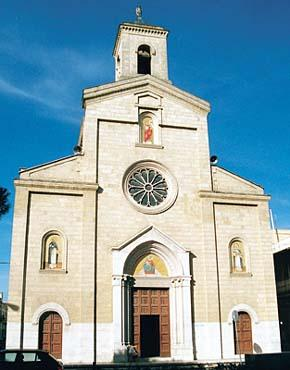
Parrocchia Maria SS del Rosario
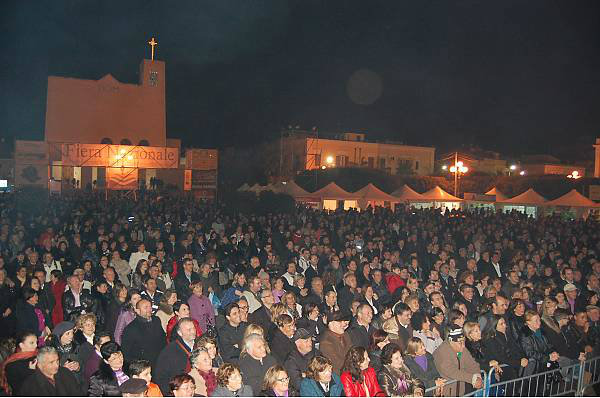
Particolare Fiera Nazionale del Carciofo
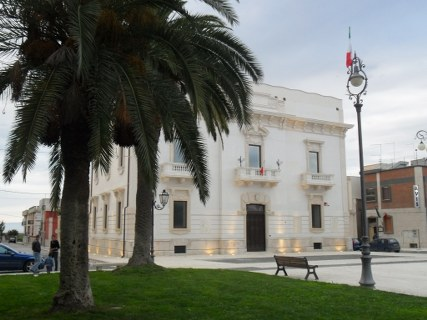
Piazza Giovanni Paolo II
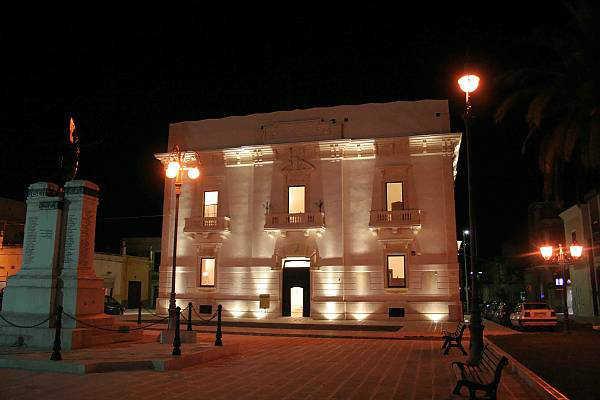
Museo Civico-Notturno
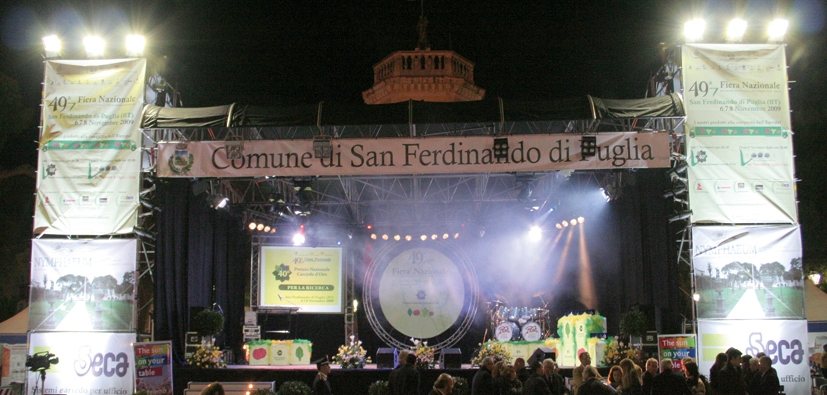
Particolare Fiera Nazionale del Carciofo

## Geografia antropica

### Quartieri
Pasculli, Rosario, San Tommaso, Croce, 167, Piantata, Sapienza, Mons.Gallo, Porta Trinitapoli e Villa comunale.

### Zone artigianali
San Ferdinando ha 4 zone artigianali:
1. zona Pip (Programma Insediamenti Produttivi) in via Barletta circa 8000 m² (via Germania, via Spagna, via Francia, via Grecia, via Bulgaria, via Portogallo e via Gran Bretagna);
2. zona artigianale in via Ofanto, Contrada Pozzo la Pera, di 2000 m²;
3. zona artigianale in via Prologo di 2000 m²;
4. zona artigianale in via Canosa di 2000 m²

## Società

### Evoluzione demografica
Abitanti censiti

### Etnie e minoranze straniere
Al 31 dicembre 2023 la popolazione straniera era di 1 319 persone, pari al 9,48% della popolazione.

## Cultura

### Eventi
Ogni anno, a cavallo tra ottobre e novembre, si svolge la Fiera Nazionale del carciofo mediterraneo e del prodotto ortofrutticolo. Durante questo evento vengono presentate sia le nuove tecnologie di coltivazione sia i prodotti tipici del luogo, in particolare pesche e carciofi, rinomati in tutta Italia per la loro qualità, tanto da conferire alla città l'appellativo di città delle pesche e dei carciofi. Altresì si assegna il carciofo d'oro al miglior espositore.

La festa patronale si svolge nei primi giorni di settembre o negli ultimi di agosto.

### Il corteo storico
È una manifestazione voluta e realizzata dal Comitato Feste Patronali, dall'Associazione Nazionale Carabinieri Benemerite e Volontari San Ferdinando di Puglia presieduta all'epoca dal Cav. Uff. Ferdinando Polione e dalla S.M.S. Giovanni XXIII allo scopo di valorizzare l'identità culturale della giovane comunità e, nel contempo, di tramandare alle generazioni future quei valori di operosità, dignità e rispetto civile che i padri del giovane comune hanno voluto tramandare alla collettività paesana. La rassegna si svolge a cavallo tra le ultime settimane di maggio e la prima di giugno. I costumi indossati dai ragazzi della Scuola Media furono realizzati in copia a quelli esposti nella Reggia di Caserta, che furono visionati dagli organizzatori il 21 febbraio del 2001.  Tali costumi vennero indossati il 30 maggio 2001 in occasione della prima edizione del corteo da oltre 100 alunni della scuola. Visti i plausi e gli apprezzamenti ricevuti la rassegna continua ogni anno nei periodi precedentemente indicati. Il corteo storico inoltre ha rappresentato il paese e l'amministrazione comunale anche nei comuni di
Margherita di Savoia il 10 luglio 2002, Piossasco il 22 giugno 2002, Grumo Appula il 4 agosto 2002 e Diso il 7 agosto 2005. 

## Economia
La città di San Ferdinando, sin dalle sue origini, pone le sue radici nel settore primario e nella coltura di prodotti tipici del luogo quali in primo luogo pesche e carciofi, viti e olivi che da anni oramai hanno portato alla ribalta, in campo sia nazionale sia internazionale, i prodotti che questa terra produce. Originariamente la terra era incolta e coperta da migliaia di peri selvatici (i peràzze), lentisco, timo e sarapullo. In seguito i terreni dissodati vennero coltivati con 7 564 alberi di cui 629 olivi, 1 677 peri, 20 fichi, 4 046 mandorli, 35 peschi (varietà percochi), 1 058 cespugli di mandorli e 99 viti estese in tutto in un'area di 34 versure. Al centro di queste piantagioni esisteva una torre per il guardiano, una stalla, un gallinaio, un giardinaio con viti a pergolato e una fabbrica per l'industria pastorizia. Era presente inoltre la coltura di Grani teneri come Orzi, Avene, Frumenti e Fave. Tra il 1854 e il 1855 le colture fruttarono alla nascente comunità 1 600 barili di vino, 815 tomoli di olive, 33,50 cantaie di peri, 500 tomoli di mandorle, 10 cantaie di fico e infine 12 cantaie di albicocche. Da sottolineare che allora non esistevamo sistemi irrigui, ma solo nella zona coltivata a ortaggi l'irrigazione veniva effettuata per mezzo di molini da pozzo. Verrà introdotta poi la coltura del carciofo, in particolare del "violetto" di San Ferdinando, apprezzato in tutto lo stivale. Le numerose aziende in campo agricolo, nate nel giovane comune, hanno provveduto a esportare i prodotti tipici del paesino a livello nazionale ed internazionale.

## Amministrazione
Di seguito è presentata una tabella relativa alle amministrazioni che si sono succedute in questo comune.
| Periodo          | Periodo          | Primo cittadino        | Partito                                 | Carica                    | Note  |
| ---------------- | ---------------- | ---------------------- | --------------------------------------- | ------------------------- | ----- |
| 27 ottobre 1988  | 18 gennaio 1989  | Agostino Ricucci       |                                         | Comm. pref.               | [ 8 ] |
| 23 gennaio 1989  | 7 aprile 1990    | Gianfranco Capacchione | lista civica                            | Sindaco                   | [ 8 ] |
| 7 aprile 1990    | 22 novembre 1993 | Giuseppe Valerio       | Democrazia Cristiana                    | Sindaco                   | [ 8 ] |
| 25 novembre 1993 | 17 novembre 1997 | Michele Lamacchia      | Partito Democratico della Sinistra      | Sindaco                   | [ 8 ] |
| 17 novembre 1997 | 28 maggio 2002   | Michele Lamacchia      | centro-sinistra                         | Sindaco                   | [ 8 ] |
| 28 maggio 2002   | 16 febbraio 2007 | Carmine Gissi          | centro-sinistra                         | Sindaco                   | [ 8 ] |
| 23 febbraio 2007 | 29 maggio 2007   | Ernesto Liguori        |                                         | Commissario straordinario | [ 8 ] |
| 29 maggio 2007   | 13 aprile 2011   | Salvatore Puttilli     | lista civica                            | Sindaco                   | [ 8 ] |
| 13 aprile 2011   | 8 maggio 2012    | Francesco Cappetta     |                                         | Comm. straordinario       | [ 8 ] |
| 8 maggio 2012    | 11 giugno 2017   | Michele Lamacchia      | lista civica Città solidale             | Sindaco                   | [ 8 ] |
| 11 giugno 2017   | 10 gennaio 2022  | Salvatore Puttilli     | lista civica Costruiamo insieme         | Sindaco                   | [ 8 ] |
| 12 gennaio 2022  | 13 giugno 2022   | Alberto Monno          |                                         | Commissario straordinario | [ 8 ] |
| 13 giugno 2022   | 8 ottobre 2024   | Arianna Camporeale     | lista civica Città futura               | Sindaco                   | [ 8 ] |
| 9 ottobre 2024   | 26 maggio 2025   | Sergio Mazzia          |                                         | Commissario Prefettizio   | [ 8 ] |
| 26 maggio 2025   | in corso         | Michele Lamacchia      | lista civica Progressisti e Democratici | Sindaco                   | [ 8 ] |

### Gemellaggi
- Lariano
- Carapelle
- Wadowice, dal 2019

## Sport

### Calcio
Il San Ferdinando è stata la squadra della città, ma è inattiva da molti anni. La compagine giallo-verde ha giocato 2 stagioni in Serie C dal 1946 al 1948 ed è stato il punto più in alto della società. Le gare in casa erano disputate al campo comunale Cosimo Puttilli. Nel 2017 è nata la nuova società calcistica denominata Virtus San Ferdinando che disputa le proprie partite al Campo Comunale di San Ferdinando di Puglia e che milita in Promozione.

### Calcio a 5
Nel Calcio a 5 è presente dal 2015 il San Ferdinando 1942.
Ha militato per tre campionati in serie C2, girone A.
Nella stagione 2017/2018 ha vinto il campionato, si è laureata Campione di Puglia vincendo la Coppa Puglia ed ha vinto la Coppa Disciplina.
Nella stagione sportiva 2018/2019 raggiunge la finalissima di coppa Italia di serie C1, battendo in semifinale il Trulli & Grotte 6 a 2. Un'autentica impresa della squadra allenata da Giuseppe Russo. Arriva il fallimento per la squadra che tornerà solo nella stagione 2023/2024, dove i gialloverdi non riescono a raggiungere i play-off di Serie C2, mentre nella stagione successiva 2024/2025 riesce a vincere il campionato C2 battendo la Soccer Altamura allo spareggio primo posto dopo essere arrivati a pari punti all' ultima giornata.

### Pallacanestro
Esiste una squadra di pallacanestro denominata Nuova Olimpia San Ferdinando.

### Pallavolo
La squadra del San Ferdinando femminile di pallavolo ha partecipato al campionato di Serie D ma ha cessato di esistere.